# Opuntia curassavica
Opuntia curassavica là một loài thực vật có hoa trong họ Cactaceae. Loài này được (L.) Mill. mô tả khoa học đầu tiên năm 1768.